# Poklon Treh kraljev (Ospedale degli Innocenti)
Čaščenje Treh kraljev je slika italijanskega renesančnega mojstra Domenica Ghirlandaia, narejena okoli 1485-1488 in shranjena v galeriji Ospedale degli Innocenti v Firencah v Italiji. Predela, ki jo je naslikal Bartolomeo di Giovanni, je na istem mestu.

## Zgodovina
28. oktobra 1485 je Francesco di Giovanni Tesori, predstojnik Ospedale degli Innocenti, firenške bolnišnice za najdene otroke, podpisal podrobno pogodbo z Ghirlandaiom glede naročila oltarne slike za veliki oltar priložene cerkve Santa Maria degli Innocenti. Izbrana tema je bila Čaščenje Treh kraljev, pogosta tema florentinske umetnosti 15. stoletja. V pogodbi je bilo določeno, da jo mora mojster sam poslikati (da bi se izognil pogosti uporabi svoje delavnice) po risbi, ki jo je odobril naročnik, in z uporabo plemenitih barv. Delo bi moralo biti končano v tridesetih mesecih, za nagrado 115 florintov.
Prvotni okvir, ki ga je leta 1486 naročil Antonio di Francesco di Bartolo po načrtu Giuliana da Sangalla, je bil uničen leta 1786, ko je bila notranjost cerkve prenovljena in je bila odstranjena oltarna slika. Leta 1917 so jo preselili v bolnišnično umetnostno galerijo, leta 1971 pa se ji je pridružila prvotna predela (ki je bila ločena leta 1615).

## Opis
Ta prizor Čaščenja Treh kraljev razširja prejšnje inovacije Sandra Botticellija Poklon Svetih treh kraljev iz Santa Maria Novella (ok. 1475) in Leonarda da Vincija Poklon Svetih treh kraljev (1481-1482). Madona zavzema osrednji položaj znotraj piramidalne kompozicije. Otroka dvignejo, da ga vidijo kralji in drugi gledalci. Na dnu kompozicije sta postavljena dva kralja, eden poljubi otrokovo nogo, drugi pa kleči z roko na njegovih prsih. Tretji kralj stoji na levi, oblečen v rumeno-rdeč plašč in podaja bogato okrašen kelih. Po izročilu predstavljajo tri različne starosti človeka: mladost, zrelost in starost. Ob njiju, čepeča, sta sv. Janez Krstnik, ki gleda na gledalca in (v skladu s sodobno tematiko) kaže na Deteta; in sv. Janez Evangelist, ki daruje ranjenega otroka. Drugi otrok, kot namig na sirote (innocenti), za katere skrbi bolnišnica, je na nasprotnem koncu. Nanje opozarja tudi prizor pokola nedolžnih v levem ozadju.
Tradicionalni vol in osel obkrožata Devico skupaj s sv. Jožefom. Koča vključuje nedokončan opečni zid, simbol zatona poganstva, ki ga bo nadomestilo krščanstvo. Strop podpirajo štirje stebri, okrašeni s kandelabri in pozlačenimi korintskimi kapiteli. Nad njo držijo štirje angeli kartušo s tetragramom z notami in prvimi besedami Gloria in excelsis Deo (Slava Bogu na višavah).
Ghirlandaio je v levem ospredju naslikal vrsto likov, med katerimi sta donator (oblečen v črno) in umetnik sam, ki gleda proti gledalcu. Na desni strani v procesiji kraljev so trije bogato oblečeni možje, ki so bili prepoznani kot glavni člani Arte della Seta (Ceha svilarjev), glavnega finančnega pokrovitelja bolnišnice. Nad njimi se v daljnem ozadju nadaljuje procesija, ki poteka pod lokom (z datumom MCCCCLXXXVIII ali 1488), še enim možnim simbolom padca prehoda med poganstvom in krščanstvom. Pet konjev je bilo naslikanih iz samo dveh kartonov, dodanih pa je bilo nekaj majhnih variant v glavah. Na istem delu ozadja je upodobljeno oznanjenje pastirjem s strani letečega angela. Končno, naslikana nad jezersko pokrajino z ladjami med hribi in gorami, opazujeta prizor laik in uradnik: simbolizirata glavne institucije, ki podpirajo sirotišnico.
Mesto v levem ozadju je simbolična predstavitev Rima: stavbe vključujejo Kolosej, Trajanov steber, Torre delle Milizie in Cestijevo piramido.

### Predela
Predela, ki jo je naslikal Bartolomeo di Giovanni, vključuje epizode iz življenja svetnikov in Device. Z leve so:
- Mučeništvo sv. Janeza Evangelista
- Oznanjenje
- Poroka Device
- Predstavitev v templju in Jezusovo obrezovanje
- Snemanje s križa
- Kristusov krst
- Sveti Antonin posveti cerkev Santa Maria degli Innocenti